# مار سبز نرم
مار سبز نرم (نام علمی: Opheodrys vernalis) گونه‌ای از مارهای غیرسمی آمریکای شمالی از خانواده قمچه‌ماران است. از این گونه به عنوان مار چمنی نیز یاد می‌شود. این یک مار باریک و «کوچک تا متوسط» است که اندازه آن در بال به ۳۶–۵۱ سانتیمتر (۱۴–۲۰ اینچ) می‌رسد. نام رایج خود را از پولک‌های پشتی نرم خود گرفته‌است، برخلاف مار سبز زبر، که پولک‌های پشتی کرکی دارد. مار سبز نرم در مرداب‌ها، مراتع، جنگل‌های باز و در امتداد لبه رودخانه‌ها یافت می‌شود و بومی مناطقی از کانادا، ایالات متحده و شمال مکزیک است. یک مار غیرتهاجمی است و به ندرت نیش می‌زند و معمولاً در صورت تهدید فرار می‌کند. در پایان بهار تا تابستان جفت‌گیری می‌کند و ماده‌ها از ژوئن تا سپتامبر تخم می‌گذارند.